# Vardar
Der Vardar (auch Wardar; mazedonisch Вардар; griechisch Βαρδάρης Vardáris, heute zumeist Axiós Αξιός; albanisch auch Vardari) ist ein Fluss in Südosteuropa von etwa 388 km Länge. Der Großteil von 301 der 388 km verläuft auf dem Gebiet von Nordmazedonien, die verbleibenden 87 km verlaufen auf dem Gebiet der Region Zentralmakedonien in Griechenland.
Das Einzugsgebiet des Vardar (Axios) umfasst ca. 25.000 km², wovon 20.535 km² (82,59 %) auf Nordmazedonien entfallen. Zu Griechenland gehören 2994 km² des Einzugsgebietes (12,25 %), zu Serbien gehören 1149 km² (4,71 %) und zu Bulgarien 111 km² (0,45 %).

## Verlauf
Der Vardar entspringt im nordwestlichen Nordmazedonien bei der Stadt Gostivar und fließt zunächst nach Norden. Kurz vor der Grenze zum Kosovo wendet er sich zunächst nach Osten, später nach Südosten und passiert dabei die nordmazedonische Hauptstadt Skopje. Diese Richtung behält der Vardar dann bis zur Stadt Valandovo bei. Bei der Passage von Valandovo in deren Westen schwenkt der Vardar nach Südsüdost. Die letzte Stadt auf nordmazedonischem Gebiet ist Gevgelija. Südlich von Gevgelija fließt der Vardar in der Nähe der Ortschaft Idomeni auf griechisches Staatsgebiet.
Der nun als Axios bezeichnete Fluss setzt seine Fließrichtung nach Südsüdosten fort und passiert als erste griechische Stadt die Ortschaft Axioupolis. Auf griechischem Gebiet 49 km südlich der Grenze wird der Axios durch den Ellis-Damm aufgestaut. Dort wird sein Wasser für Bewässerungszwecke entnommen. Der Ellis-Damm bleibt von April bis September jeden Jahres geschlossen. Der Axios mündet westlich von Chalastra in unmittelbarer Nähe der Stadt Thessaloniki in die Ägäis. 1934 wurde der Axios auf griechischem Gebiet ab der Ortschaft Polykastro in der Präfektur Kilkis kanalisiert. Ziel der Kanalisierung war neben der Wassergewinnung zwecks Bewässerung in der Landwirtschaft eine Verlangsamung der durch die Sedimente des Axios mitbedingten Verlandung des Thermaischen Golfs. Bei zunehmender oder unveränderter Verlandung des Thermaischen Golfs wäre die Zufahrt zum Hafen von Thessaloniki gefährdet gewesen. Im Rahmen dieser wasserwirtschaftlichen Bauprojekte wurde die ursprünglich westlich der Mündung des Flusses Gallikos bei Kalochori liegende Axios-Mündung auf ihre heutige Position südlich von Chalastra verschoben.

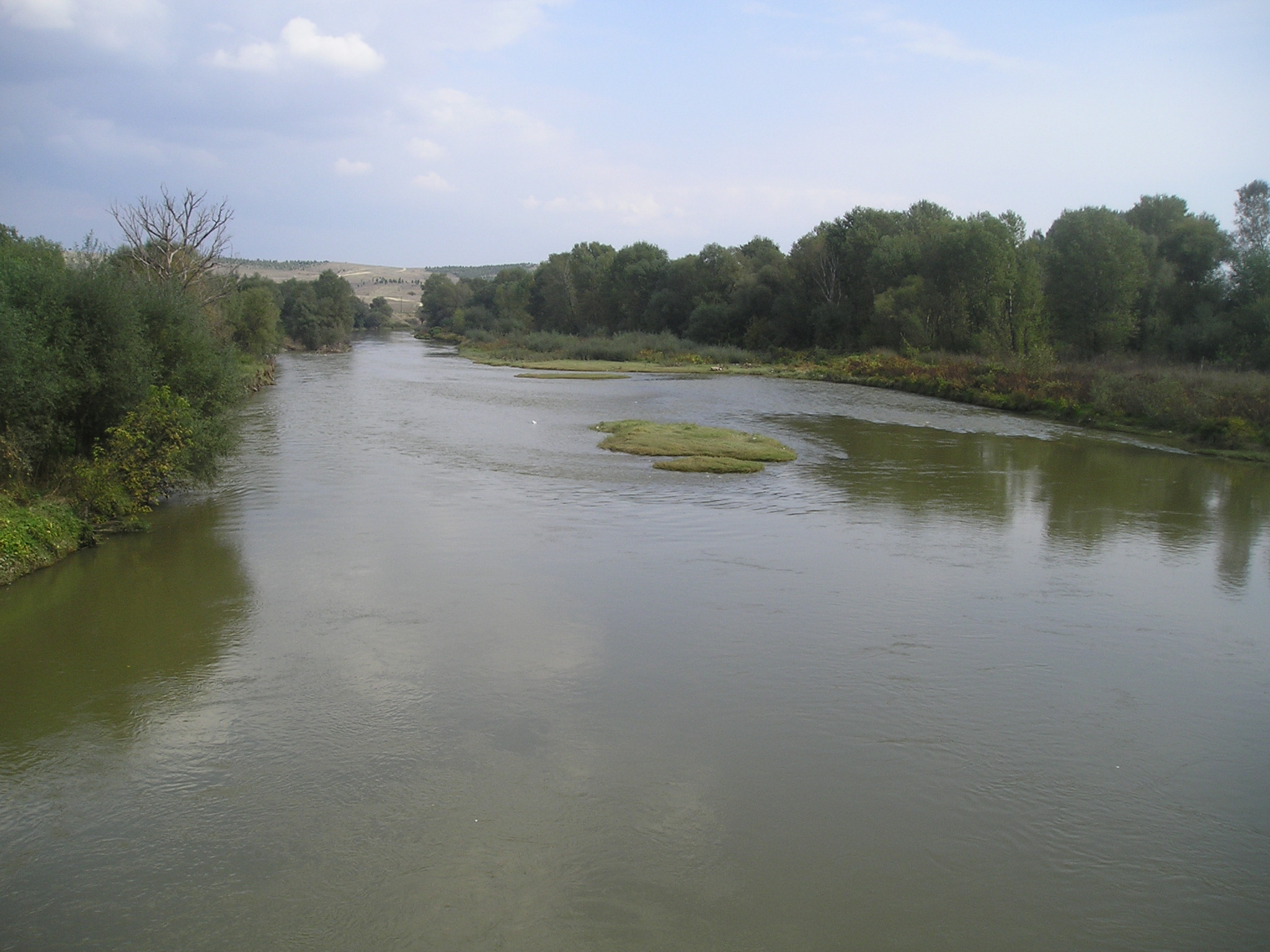
Fluss Vardar in der Nähe des Dorfes Nogaevci, Nordmazedonien
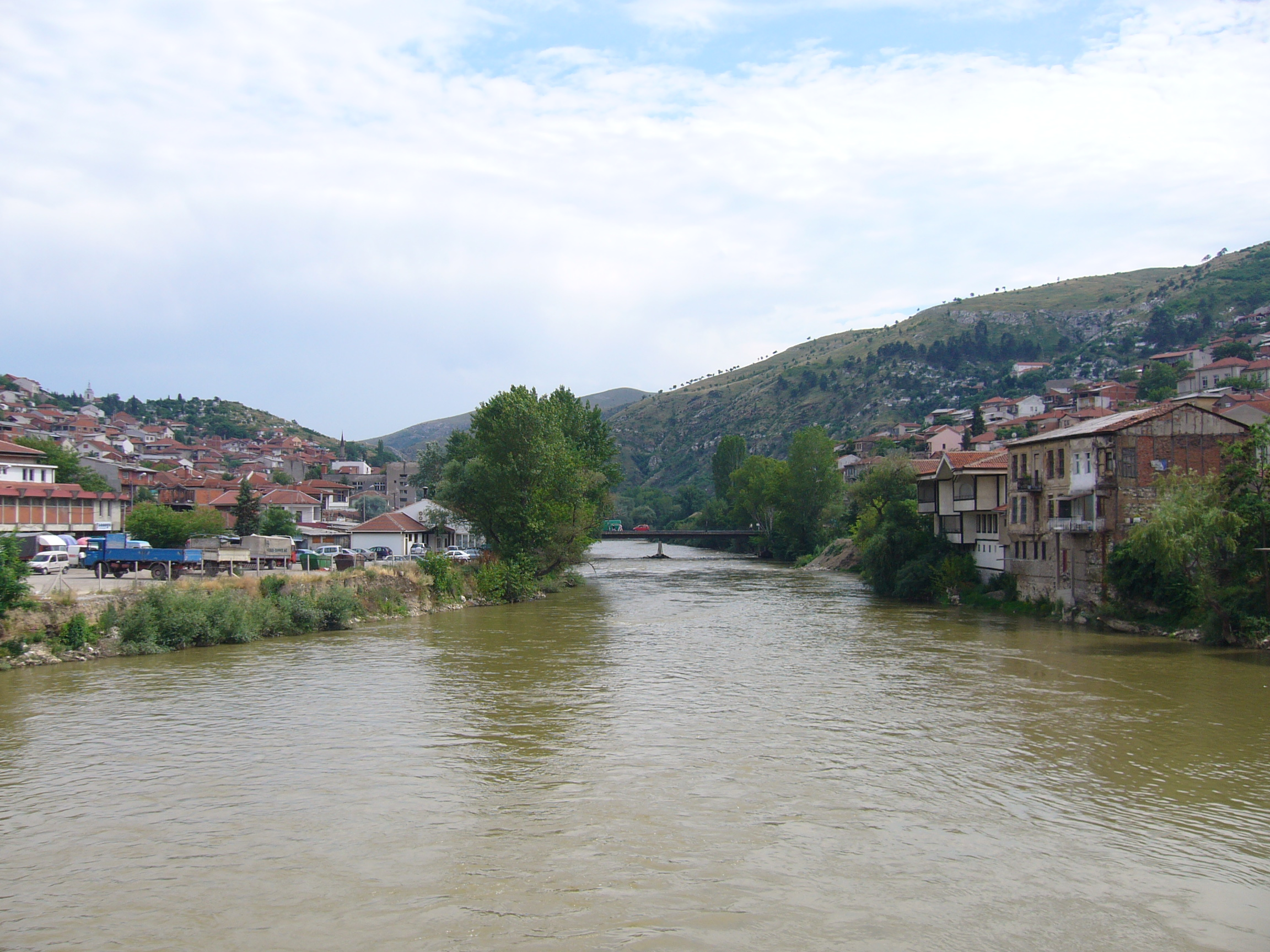
Fluss Vardar in der Nähe der Stadt Veles, Nordmazedonien
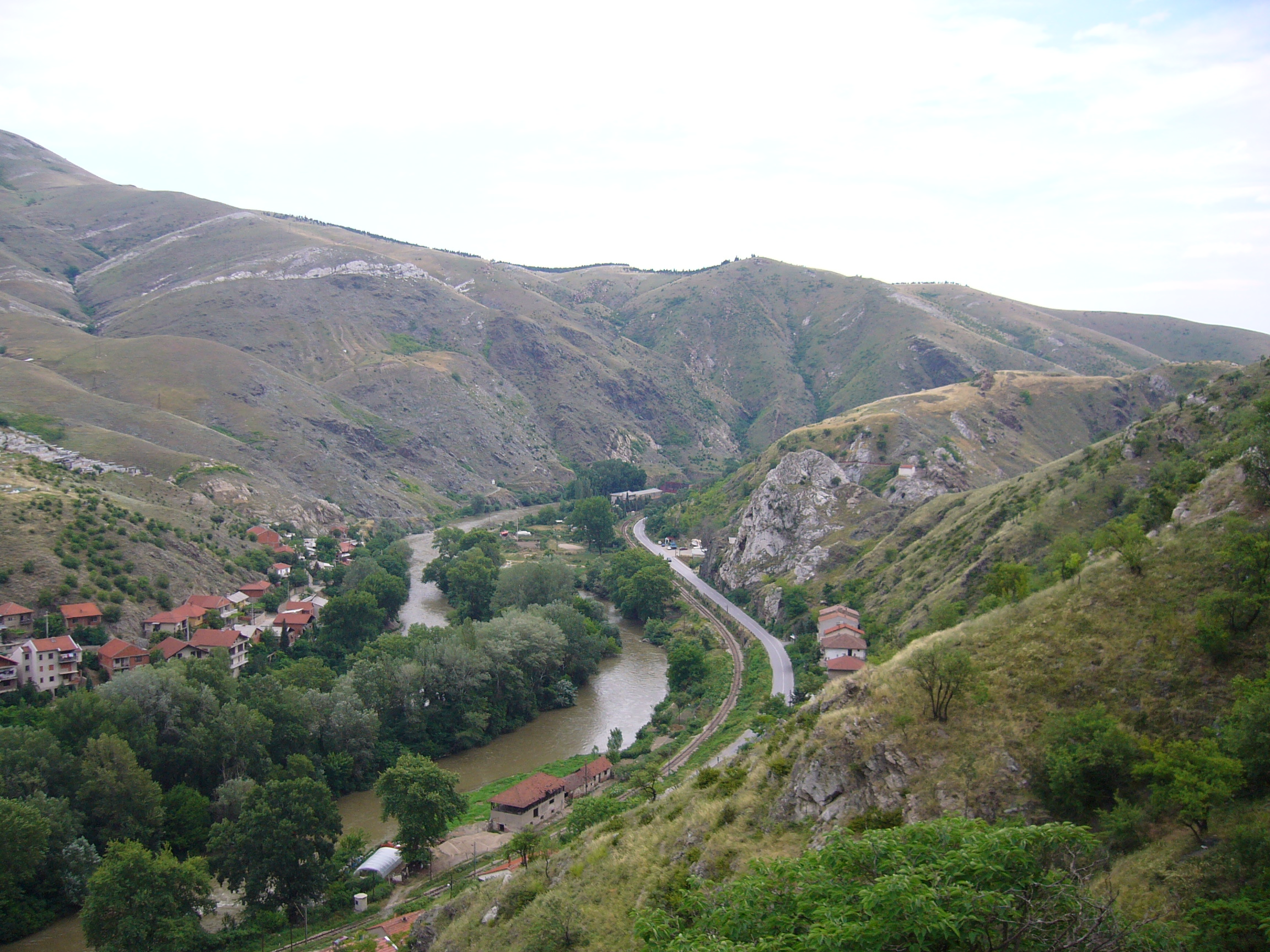
Fluss Vardar im Vardar-Tal, Nordmazedonien
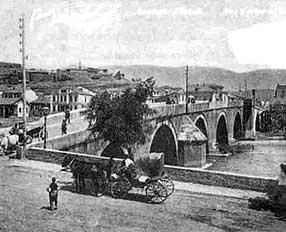
Vardar-Brücke in Skopje um 1909

## Wasserführung
Der Vardar hatte eine mittlere jährliche Abflussmenge in Skopje von 48 bis 76 m³ pro Sekunde zwischen den Jahren 1970 und 1985. An der nordmazedonisch-griechischen Grenze wurden Abflussmengen von 100 bis 225 m³ pro Sekunde im gleichen Zeitraum gemessen. Ab 1985 sank an beiden Messpunkten die Abflussmenge des Vardar (Axios) deutlich ab. 1994 betrug der mittlere jährliche Fluss sowohl in Skopje als auch an der nordmazedonisch-griechischen Grenze noch 30 m³ pro Sekunde. Diese intensive Wasserentnahme, die Anschwemmung von Düngemittelrückständen sowie die aus der zunehmenden Industrialisierung stammenden Abwässer mit Schwermetallen und anderen Schadstoffen belasten den Vardar (Axios) deutlich.

## Verkehrliche und historische Bedeutung
Das Vardar-Tal bildet zusammen mit dem Tal der Südlichen Morava (geologisch als Morava-Vardar-Furche bezeichnet) die wichtigste (kürzeste und daher ökonomischste) Nord-Süd-Verbindung in Südosteuropa, der so genannte Korridor 10 im europäischen Verkehrsnetz der Paneuropäischen Verkehrskorridore. Dort verlaufen die Eisenbahnstrecke (Belgrad–Skopje–Thessaloniki) und die Nord-Süd-Autobahn. Östlich der Stelle, wo der Vardar (Axios) die nordmazedonisch-griechische Grenze passiert, befindet sich der Autobahngrenzübergang Bogorodica/Evzoni. Die griechische Autobahn 1 führt entlang des Axiostals nach Thessaloniki, allerdings in einigen Kilometer Abstand östlich des Flusses. Die Eisenbahnlinie Skopje–Thessaloniki überquert die Grenze zwischen Nordmazedonien und Griechenland parallel zum Fluss Vardar (Axios) bei Gevgelija/Idomeni. Die Erdölpipeline von Thessaloniki nach Skopje führt ebenfalls parallel zum Fluss Axios.
Die historischen Bezeichnungen Vardar-Republik oder Vardar-Mazedonien beziehen sich auf den Fluss Vardar als Namensgeber. Diese Bezeichnungen waren auch als Kompromiss im Namensstreit zwischen Nordmazedonien und Griechenland in der Diskussion. Vardar-Mazedonien bezeichnet in jedem Fall den nördlichsten Teil der historischen Region Mazedonien bzw. Makedonien.

## Trivia
- Das populäre Lied Jugoslavijo, wegen seiner ersten Strophe auch Od Vardara pa do Triglava (Vom Fluss Vardar bis zum Berg Triglav) genannt, galt als inoffizielle Hymne Jugoslawiens. Es umreißt die Grenzen und beschwört die Einheit des damaligen Landes.